# 工団駅
工団駅（コンダンえき）は、大韓民国大邱広域市北区飛山洞にある大邱交通公社（DTRO）3号線の駅である。駅番号は322。

## 駅構造
八達路の中央分離帯上にある相対式ホーム2面2線の高架駅。2階に改札・コンコース、3階にホームがある。出入口は八達路の中央分離帯上にあり、そこから2階に上がる構造となっている。
のりば
※のりば番号の設定は無し。
| 上り | ●大邱都市鉄道3号線 | 八達・梅川市場・漆谷慶大病院方面 |
| 下り | ●大邱都市鉄道3号線 | 万坪・西門市場・龍池方面         |

## 駅周辺
- E-MART TRADERS飛山店
- 大邱染色一般産業団地
- 西大邱初等学校
- 飛山7洞治安センター
- 飛山7洞治安センター
- 八達橋

## 歴史
- 2015年4月23日: 3号線の開業とともに開業。

## 隣の駅
大邱交通公社
●3号線
八達駅 (321) - 工団駅 (322) - 万坪駅 (323)